# Renaud Le Van Kim
Renaud Le Van Kim, né le 1er novembre 1958, est un réalisateur de télévision et un producteur français, d'origine vietnamienne.
En 2016, il crée le média en ligne Brut, un média qui diffuse du contenu vidéo sur les réseaux sociaux.

## Biographie
Adolescent, il souhaite devenir réalisateur de cinéma. Après le lycée de Sèvres (Hauts-de-Seine), il passe trois fois le concours de l’IDHEC tout en faisant ses deux premières années de médecine (son père est obstétricien). Il rate sa licence de médecine mais rencontre sa future épouse en biologie à Jussieu. Il milite à l'UNEF et la LCR, donne des cours de sciences naturelles dans le privé et étudie à l'école Louis Lumière en cours du soir. Il est d'abord assistant opérateur, puis cadreur notamment dans des émissions musicales, avant de réaliser des émissions pour TF1 dès 1990. 
En 1994, il fonde et dirige la société KM Production qui produit essentiellement des programmes pour la télévision. Il rejoint ensuite, en 1999, le groupe Canal+, via i-Télé. Il participe au lancement de l'émission Le Grand Journal sur la chaîne principale du groupe avec Michel Denisot.
À partir de 2004, Renaud Le Van Kim est également chargé auprès de Nicolas Sarkozy de l'organisation de certaines manifestations publiques telles que réunions politiques et retransmissions spéciales et interventions officielles pour l'Union pour un mouvement populaire puis pour le président de la République à partir de 2007. Il est conseiller spécial à TF1 auprès de Nonce Paolini à partir de mars 2008 et actionnaire de Society Magazine à partir de 2015.
Il se voit retirer ses productions sur Canal+ par Vincent Bolloré à l'été 2015. L'année suivante, il fonde ensuite avec Luc Besson et Roger Coste une société de production, Together Studio. Il produit également des émissions sur France 5.
En novembre 2016, il lance le média en ligne Brut avec Guillaume Lacroix, Mathias Hillion (ex-producteur éditorial du Grand journal sur Canal+ et producteur de C politique sur France 5), Laurent Lucas (ex-rédacteur en chef adjoint du Petit Journal) et Roger Coste (ancien responsable de la régie publicitaire de Canal +).

## Filmographie
- 1993 : Les Enfoirés chantent Starmania
- 1993 : Johnny Hallyday - Retiens ta nuit - Parc des Princes 1993
- 2001 : Vanessa Paradis au Zénith (Crée le film du concert et aussi le clip de Flagrant Délire)
- 2007 : Dans la peau d'un noir (téléfilm)
- 2015 : Enragés d'Éric Hannezo